# 1617
Il 1617 (MDCXVII in numeri romani) è un anno  del XVII secolo.

## Eventi
- 9 ottobre: la pace di Pavia pone fine alla Prima guerra del Monferrato.
- Garcilaso de la Vega, discendente di un nobile spagnolo e di una principessa Inca, pubblica a Cordova la seconda parte dei suoi Comentarios reales de los Incas.
- Viene completata a Venezia la Basilica di San Marco, dopo 554 anni di lavori.
- Da Filippo III viene istituita l'Università di Sassari

## Nati

### Gennaio
- 10 gennaio - Francesco Antonio Picchiatti, architetto, ingegnere e archeologo italiano († 1694)
- 19 gennaio - Lucas Faydherbe, scultore e architetto fiammingo († 1697)
- 29 gennaio - Barbaro Jacopo Badoer, ammiraglio italiano († 1657)
- 30 gennaio - William Sancroft, arcivescovo anglicano britannico († 1693)
- 30 gennaio - Isaac de Porthau, abate, militare e agente segreto francese († 1712)

### Febbraio
- 5 febbraio - Jan Thomas van Ieperen, pittore, incisore e disegnatore fiammingo († 1673)

### Marzo
- 8 marzo - Tito Livio Burattini, matematico, cartografo e egittologo italiano
- 19 marzo - Johannes Goedaert, incisore, pittore e naturalista olandese († 1668)

### Aprile
- 3 aprile - Antimo Liberati, compositore e cantore italiano († 1692)
- 16 aprile - Carlo Garavaglia, scultore e incisore italiano († 1663)
- 22 aprile - Giovanni Dolfin, cardinale, patriarca cattolico e drammaturgo italiano († 1699)

### Maggio
- 4 maggio - Giuseppe Amati, religioso italiano († 1688)
- 9 maggio - Federico d'Assia-Eschwege († 1655)
- 15 maggio - Ulrico di Württemberg-Neuenburg, duca († 1671)
- 23 maggio - Elias Ashmole, collezionista d'arte, storico e alchimista inglese († 1692)
- 25 maggio - John Michael Wright, pittore britannico († 1694)
- 29 maggio - Anna Maria di Baden-Durlach, nobile tedesco († 1672)
- 29 maggio - Federico Borromeo, cardinale italiano († 1673)

### Giugno
- 1º giugno - Giannicolò Conti, cardinale e vescovo cattolico italiano († 1698)
- 5 giugno - Lorenzo Mayers Caramuel, vescovo cattolico spagnolo († 1683)
- 5 giugno - Pellegro Piola, pittore italiano († 1640)

### Luglio
- 28 luglio - Nicolás Antonio, bibliotecario e bibliografo spagnolo († 1684)

### Agosto
- 10 agosto - Leonardo Di Capua, medico, scienziato e filosofo italiano († 1695)
- 10 agosto - Rinaldo d'Este, cardinale e vescovo cattolico italiano († 1672)
- 27 agosto - Emanuele Brignole, nobile e filantropo italiano († 1678)
- 30 agosto - Giacinto Serroni, arcivescovo cattolico italiano († 1687)

### Settembre
- 1º settembre - Sertorio Orsato, storico italiano († 1678)
- 13 settembre - Luisa Carlotta di Brandeburgo, principessa († 1676)
- 17 settembre - Pietro Basadonna, cardinale italiano († 1684)
- 20 settembre - Girolamo Maria Caracciolo, militare italiano († 1662)
- 29 settembre - Lothar Friedrich von Metternich-Burscheid, arcivescovo cattolico tedesco († 1675)

### Ottobre
- 5 ottobre - Dorothy Sidney, nobile inglese († 1684)
- 10 ottobre - William Cavendish, III conte di Devonshire, nobile e politico inglese († 1684)
- 17 ottobre - Dionisio Lazzari, architetto e scultore italiano († 1689)

### Novembre
- 6 novembre - Leopoldo de' Medici, cardinale italiano († 1675)
- 16 novembre - Federico VI di Baden-Durlach, nobile tedesco († 1677)
- 23 novembre - Paolo Casati, matematico, astronomo e teologo italiano († 1707)

### Dicembre
- 4 dicembre - Federico Visconti, cardinale e arcivescovo cattolico italiano († 1693)
- 7 dicembre - Evaristo Baschenis, pittore italiano († 1677)
- 22 dicembre - Carlo I Luigi del Palatinato, nobile († 1680)
- 23 dicembre - Maddalena Sibilla di Sassonia, principessa († 1668)

### Senza giorno specificato
- Claude Bazin de Bezons, avvocato e funzionario francese († 1684)
- Gerard ter Borch, pittore olandese († 1681)
- Ambrosius Brueghel, pittore fiammingo († 1675)
- Georges de Brébeuf, poeta francese († 1661)
- Georg Andreas Böckler, architetto e ingegnere tedesco († 1687)
- Carlo Calà, nobile, giurista e magistrato italiano († 1683)
- Pietro Paolo Caravaggio, matematico e ingegnere militare italiano († 1688)
- Claude Chantelou, monaco cristiano francese († 1664)
- Lazzaro e Giovanbattista Colloredo,  italiana
- Ralph Cudworth, filosofo e teologo inglese († 1688)
- Oberto Della Torre, doge italiano († 1698)
- Nicolaas van Eyck, pittore fiammingo († 1679)
- Francesco da Copertino, religioso e architetto italiano († 1692)
- Ngawang Lozang Gyatso, monaco buddhista tibetano († 1682)
- Noël Lebreton de Hauteroche, attore teatrale e drammaturgo francese († 1707)
- Giosuè Janavel, condottiero italiano († 1690)
- Richard Lee I, militare e politico britannico († 1664)
- Giuseppe Maria Maraviglia, vescovo cattolico italiano († 1684)
- Paolo Porpora, pittore italiano († 1673)
- Paolo Emilio Rondinini, cardinale e vescovo cattolico italiano († 1668)
- Carlo Sacchi, pittore italiano († 1706)
- Saartje Specx, attivista olandese († 1636)
- Gysbrecht Thys, pittore fiammingo
- Vitale Valguarnera Lanza, nobile e politico italiano († 1676)
- Carlo Emanuele Vizzani, giurista e filosofo italiano († 1661)
- Wilderich von Walderdorff, vescovo cattolico austriaco († 1680)
- Michaelina Wautier, pittrice fiamminga († 1689)
- Cristoforo Widmann, cardinale italiano († 1660)
- Peter de Witte III, pittore fiammingo († 1667)
- Josep Galceran I de Pinós-Santcliment, militare e ambasciatore spagnolo († 1680)
- Marguerite de Rohan, nobile francese († 1684)
- Benedetta di Mantova, religiosa e nobildonna francese († 1637)
- António I del Congo († 1665)

## Morti

### Gennaio
- 1º gennaio - Hendrick Goltzius, pittore e incisore olandese (n. 1558)
- 3 gennaio - Ludovico Taverna, vescovo cattolico italiano (n. 1535)
- 16 gennaio - Dorotea di Danimarca, principessa danese (n. 1546)
- 16 gennaio - Wolf Dietrich von Raitenau, arcivescovo cattolico tedesco (n. 1559)
- 17 gennaio - Comino Ventura, tipografo e editore italiano
- 17 gennaio - Fausto Veranzio, letterato, filosofo e storico dalmata (n. 1551)
- 22 gennaio - Costanza Sforza di Santa Fiora, nobildonna italiana (n. 1558)
- 28 gennaio - Carlo II di Münsterberg-Oels, nobile boemo (n. 1545)

### Febbraio
- 8 febbraio - Carlo Broglia, arcivescovo cattolico italiano (n. 1552)
- 8 febbraio - Edward Talbot, VIII conte di Shrewsbury, politico inglese (n. 1561)
- 11 febbraio - Giovanni Antonio Magini, astronomo, astrologo e matematico italiano (n. 1555)
- 28 febbraio - Andrea Mainardi, pittore italiano

### Marzo
- 4 marzo - Caterina Medici da Broni,  italiana (n. 1573)
- 9 marzo - Alonso de Ribera, militare spagnolo (n. 1560)
- 15 marzo - Thomas Egerton, avvocato britannico (n. 1540)
- 18 marzo - Marcello Acquaviva, arcivescovo cattolico italiano (n. 1531)
- 20 marzo - François d'Aguilon, matematico, fisico e architetto belga (n. 1567)
- 21 marzo - Pocahontas,  nativa americana
- 27 marzo - Giorgio II di Pomerania, nobile tedesco (n. 1582)

### Aprile
- 4 aprile - Nepero, matematico, astronomo e fisico scozzese (n. 1550)
- 24 aprile - Concino Concini, politico italiano (n. 1569)
- 28 aprile - Antoine Loysel, giurista e avvocato francese (n. 1536)

### Maggio
- 7 maggio - David Fabricius, astronomo olandese (n. 1564)
- 7 maggio - Jacques-Auguste de Thou, magistrato, storico e scrittore francese (n. 1553)
- 11 maggio - Regner Sixtinus, giurista tedesco (n. 1543)
- 21 maggio - Luis Fajardo de Córdoba, esploratore spagnolo
- 26 maggio - Elia VIII, vescovo cristiano orientale siro

### Giugno
- 1º giugno - Alfonso Navarrete, missionario spagnolo (n. 1571)
- 23 giugno - Giovanni Botero, gesuita, scrittore e filosofo italiano (n. 1544)
- 24 giugno - Bonifazio Caetani, cardinale e arcivescovo cattolico italiano (n. 1567)
- 27 giugno - Jerónimo Javier, gesuita spagnolo (n. 1549)

### Luglio
- 8 luglio - Leonora Dori Galigai, nobildonna italiana (n. 1568)
- 9 luglio - John Herbert, avvocato, diplomatico e politico gallese (n. 1550)
- 11 luglio - Lodovico Melzi, generale italiano (n. 1558)
- 13 luglio - Adamo Venceslao di Teschen, duca (n. 1574)
- 18 luglio - Dorotea Maria di Anhalt, duchessa tedesca (n. 1574)

### Agosto
- 8 agosto - Tarquinia Molza, compositrice, musicista e poetessa italiana (n. 1542)
- 8 agosto - Federico di Fürstenberg-Heiligenberg, nobile tedesco (n. 1563)
- 17 agosto - Giovanni Beatrice, brigante italiano (n. 1576)
- 24 agosto - Rosa da Lima, religiosa peruviana (n. 1586)

### Settembre
- 7 settembre - Luis de Velasco,  spagnolo (n. 1534)
- 9 settembre - Julius Echter von Mespelbrunn, vescovo cattolico e politico tedesco (n. 1545)
- 25 settembre - Go-Yōzei, imperatore giapponese (n. 1572)
- 25 settembre - Francisco Suárez, gesuita, teologo e filosofo spagnolo (n. 1548)
- 30 settembre - Charlotte de Sauve, nobildonna francese (n. 1551)

### Ottobre
- 2 ottobre - Isaac Oliver, pittore, disegnatore e miniaturista inglese (n. 1565)
- 10 ottobre - Bernardino Baldi, matematico e poeta italiano (n. 1553)
- 14 ottobre - Isaac Arnauld, funzionario francese (n. 1566)
- 29 ottobre - Margherita Sarrocchi, poetessa italiana (n. 1560)
- 31 ottobre - Alfonso Rodríguez, gesuita spagnolo (n. 1531)

### Novembre
- 12 novembre - Nicolas de Neufville de Villeroy, politico e nobile francese (n. 1543)
- 17 novembre - Dorotea di Sassonia, religiosa tedesca (n. 1591)
- 22 novembre - Ahmed I, sultano ottomano (n. 1590)
- 22 novembre - Eleonora de' Medici, nobildonna italiana (n. 1591)

### Dicembre
- 15 dicembre - Maria Vittoria De Fornari Strata, religiosa italiana (n. 1562)

### Senza giorno specificato
- Ahmad Shah II di Pahang, sovrano malese
- Sedefkar Mehmed Agha, architetto ottomano (n. 1540)
- David Altenstetter, orafo tedesco (n. 1547)
- Giovanni Bassano, compositore italiano (n. 1558)
- Cesare Bendinelli, scrittore e trombettista italiano (n. 1542)
- Bernardino Brozzi, pittore italiano (n. 1555)
- Fabrizio Castello, pittore italiano (n. 1562)
- Chen Di, scrittore, filologo e viaggiatore cinese (n. 1541)
- Esaias Compenius, organaro e organista tedesco
- Thomas Coryat, scrittore inglese (n. 1577)
- Louis Finson, pittore fiammingo (n. 1580)
- Giovanni Pietro Flaccomio, compositore italiano
- Yönten Gyatso, monaco buddhista tibetano (n. 1589)
- Honda Masanobu, militare giapponese (n. 1538)
- Giulio Lasso, architetto italiano
- Paolo Camillo Marliani, nobile italiano
- Latino di Virginio Orsini, nobile e militare italiano
- Ippolito Scalza, scultore e architetto italiano (n. 1532)
- Bernardo de Brito, storico portoghese (n. 1569)

## Calendario
| Calendario 1617 | Calendario 1617 | Calendario 1617 | Calendario 1617 | Calendario 1617 | Calendario 1617 | Calendario 1617 | Calendario 1617 | Calendario 1617 | Calendario 1617 | Calendario 1617 | Calendario 1617 | Calendario 1617 | Calendario 1617 | Calendario 1617 | Calendario 1617 | Calendario 1617 | Calendario 1617 | Calendario 1617 | Calendario 1617 | Calendario 1617 | Calendario 1617 | Calendario 1617 | Calendario 1617 | Calendario 1617 | Calendario 1617 | Calendario 1617 | Calendario 1617 | Calendario 1617 | Calendario 1617 | Calendario 1617 | Calendario 1617 | Calendario 1617 |
| --------------- | --------------- | --------------- | --------------- | --------------- | --------------- | --------------- | --------------- | --------------- | --------------- | --------------- | --------------- | --------------- | --------------- | --------------- | --------------- | --------------- | --------------- | --------------- | --------------- | --------------- | --------------- | --------------- | --------------- | --------------- | --------------- | --------------- | --------------- | --------------- | --------------- | --------------- | --------------- | --------------- |
|                 | 1               | 2               | 3               | 4               | 5               | 6               | 7               | 8               | 9               | 10              | 11              | 12              | 13              | 14              | 15              | 16              | 17              | 18              | 19              | 20              | 21              | 22              | 23              | 24              | 25              | 26              | 27              | 28              | 29              | 30              | 31              |                 |
| Gennaio         | Do              | Lu              | Ma              | Me              | Gi              | Ve              | Sa              | Do              | Lu              | Ma              | Me              | Gi              | Ve              | Sa              | Do              | Lu              | Ma              | Me              | Gi              | Ve              | Sa              | Do              | Lu              | Ma              | Me              | Gi              | Ve              | Sa              | Do              | Lu              | Ma              |                 |
| Febbraio        | Me              | Gi              | Ve              | Sa              | Do              | Lu              | Ma              | Me              | Gi              | Ve              | Sa              | Do              | Lu              | Ma              | Me              | Gi              | Ve              | Sa              | Do              | Lu              | Ma              | Me              | Gi              | Ve              | Sa              | Do              | Lu              | Ma              |                 |                 |                 |                 |
| Marzo           | Me              | Gi              | Ve              | Sa              | Do              | Lu              | Ma              | Me              | Gi              | Ve              | Sa              | Do              | Lu              | Ma              | Me              | Gi              | Ve              | Sa              | Do              | Lu              | Ma              | Me              | Gi              | Ve              | Sa              | Do              | Lu              | Ma              | Me              | Gi              | Ve              |                 |
| Aprile          | Sa              | Do              | Lu              | Ma              | Me              | Gi              | Ve              | Sa              | Do              | Lu              | Ma              | Me              | Gi              | Ve              | Sa              | Do              | Lu              | Ma              | Me              | Gi              | Ve              | Sa              | Do              | Lu              | Ma              | Me              | Gi              | Ve              | Sa              | Do              |                 |                 |
| Maggio          | Lu              | Ma              | Me              | Gi              | Ve              | Sa              | Do              | Lu              | Ma              | Me              | Gi              | Ve              | Sa              | Do              | Lu              | Ma              | Me              | Gi              | Ve              | Sa              | Do              | Lu              | Ma              | Me              | Gi              | Ve              | Sa              | Do              | Lu              | Ma              | Me              |                 |
| Giugno          | Gi              | Ve              | Sa              | Do              | Lu              | Ma              | Me              | Gi              | Ve              | Sa              | Do              | Lu              | Ma              | Me              | Gi              | Ve              | Sa              | Do              | Lu              | Ma              | Me              | Gi              | Ve              | Sa              | Do              | Lu              | Ma              | Me              | Gi              | Ve              |                 |                 |
| Luglio          | Sa              | Do              | Lu              | Ma              | Me              | Gi              | Ve              | Sa              | Do              | Lu              | Ma              | Me              | Gi              | Ve              | Sa              | Do              | Lu              | Ma              | Me              | Gi              | Ve              | Sa              | Do              | Lu              | Ma              | Me              | Gi              | Ve              | Sa              | Do              | Lu              |                 |
| Agosto          | Ma              | Me              | Gi              | Ve              | Sa              | Do              | Lu              | Ma              | Me              | Gi              | Ve              | Sa              | Do              | Lu              | Ma              | Me              | Gi              | Ve              | Sa              | Do              | Lu              | Ma              | Me              | Gi              | Ve              | Sa              | Do              | Lu              | Ma              | Me              | Gi              |                 |
| Settembre       | Ve              | Sa              | Do              | Lu              | Ma              | Me              | Gi              | Ve              | Sa              | Do              | Lu              | Ma              | Me              | Gi              | Ve              | Sa              | Do              | Lu              | Ma              | Me              | Gi              | Ve              | Sa              | Do              | Lu              | Ma              | Me              | Gi              | Ve              | Sa              |                 |                 |
| Ottobre         | Do              | Lu              | Ma              | Me              | Gi              | Ve              | Sa              | Do              | Lu              | Ma              | Me              | Gi              | Ve              | Sa              | Do              | Lu              | Ma              | Me              | Gi              | Ve              | Sa              | Do              | Lu              | Ma              | Me              | Gi              | Ve              | Sa              | Do              | Lu              | Ma              |                 |
| Novembre        | Me              | Gi              | Ve              | Sa              | Do              | Lu              | Ma              | Me              | Gi              | Ve              | Sa              | Do              | Lu              | Ma              | Me              | Gi              | Ve              | Sa              | Do              | Lu              | Ma              | Me              | Gi              | Ve              | Sa              | Do              | Lu              | Ma              | Me              | Gi              |                 |                 |
| Dicembre        | Ve              | Sa              | Do              | Lu              | Ma              | Me              | Gi              | Ve              | Sa              | Do              | Lu              | Ma              | Me              | Gi              | Ve              | Sa              | Do              | Lu              | Ma              | Me              | Gi              | Ve              | Sa              | Do              | Lu              | Ma              | Me              | Gi              | Ve              | Sa              | Do              |                 |